# イクシオン (小惑星)
イクシオン (28978 Ixion) は、将来的に準惑星（冥王星型天体）に分類される可能性がある太陽系外縁天体の1つ。2001年5月22日に黄道深部サーベイ (Deep Ecliptic Survey) で発見された。
ギリシア神話に登場するイクシーオーンから名付けられた。

## 特徴
直径は 822 km 未満で、軌道長半径39.5天文単位の楕円軌道を描いている。公転周期は海王星と3:2の軌道共鳴関係にあり、冥王星族に分類される。
イクシオンの性質については、あまりよく分かっていない。分光分析によると、表面には炭素およびソリンと呼ばれる有色の共重合物が存在するようである。